# 15766 Strahlenberg
15766 Strahlenberg este un asteroid din centura principală de asteroizi.

## Descriere
15766 Strahlenberg este un asteroid din centura principală de asteroizi. A fost descoperit pe 22 ianuarie 1993 la Observatorul La Silla de Eric Walter Elst. Asteroidul prezintă o orbită caracterizată de o semiaxă mare de 3,17 ua, o excentricitate de 0,05 și o înclinație de 5,1° în raport cu ecliptica.